# Mia-Sophie Wellenbrink
Mia-Sophie Rebecca Robin Wellenbrink (* 6. Oktober 1998 in München) ist eine frühere deutsche Kinderdarstellerin und ‑sängerin.

## Leben
Wellenbrink ist die Tochter der Schauspielerin Susanna Wellenbrink und des Balletttänzers Daniel Ramsbott sowie die Enkelin von Egon Wellenbrink und Nichte des Pop-Sängers Nico Santos.
Ab 2005 wurde sie in Deutschland und Österreich durch die Mitwirkung in Werbespots bekannt. Das mit Hinblick auf die Popularität des ersten Spots produzierte Lied Fruchtalarm erschien im September 2005 als Single. Das Lied ist im Wesentlichen eine umgetextete Disco-Version des Kinderlieds Drei Chinesen mit dem Kontrabass. Als „Mia-Sophie“ erreichte sie damit Ende September 2005 die deutschen Charts.

## Filmografie
- 2007: Annas Alptraum kurz nach 6
- 2008: Kreuzfahrt ins Glück: Hochzeitsreise nach Arizona
- 2009: Kommissarin Lucas (Episodenrolle)[4]